# An Cafe
Antic Cafe (アンティック-珈琲店- Antikku Kafe?, poreclită An Cafe) este o trupă de Visual kei și pop rock din Japonia, formată în anul 2003.

## Discografie
Albume
- Shikisai Moment (色彩モーメント, 2005)
- Magnya Carta (マグニャカルタ, 2006)
- Gokutama Rock Cafe (極魂ROCK CAFE, 2008)
- BB Parallel World (2009)
- Hikagyaku Ziprock (非可逆ZiprocK, 2013)

EP-uri
- Amedama Rock (飴玉ロック, 2005)
- Ko Akuma Usagi no Koibumi to Machine Gun (小悪魔USAGIの恋文とマシンガンe.p., 2008) Oricon Singles Weekly Chart: No. 12[3]
- Harajuku Dance Rock (2009)
- Amazing Blue (2012)

Compilații
- Antic Cafe (2009)